# Neikovo, Dobrici
Neikovo (în bulgară Нейково, în română Caralar) este un sat în comuna Kavarna, regiunea Dobrici, Dobrogea de Sud, Bulgaria. 
Între anii 1913-1940 a făcut parte din plasa Balcic a județului Caliacra, România. Majoritatea locuitorilor erau români.

## Demografie
Componența etnică a satului Neikovo
     Bulgari (95,77%)
     Nicio identificare (4,22%)
     Altele (0%)
La recensământul din 2011, populația satului Neikovo era de 71 locuitori. Din punct de vedere etnic, majoritatea locuitorilor (95,77%) erau bulgari. Pentru 4,22% din locuitori nu este cunoscută apartenența etnică.